# Podział administracyjny Australii Południowej
Stan Australia Południowa dzieli się na 69 obszarów samorządu lokalnego (Local Government Areas, LGAs). Prawo stanowe przewiduje istnienie tylko jednego szczebla samorządu terytorialnego. Samorządy używają różnych nazw: miasto (city lub town), gmina (rural city lub municipal council), region (regional council) lub dystrykt (district). Część używa tylko swoich nazw własnych i wówczas oficjalnie nazywane są radami (councils). Rozróżnienie to ma charakter głównie symboliczny, bowiem wszystkie samorządy sytuują się na tym samym szczeblu administracji i mają identyczne kompetencje, a ich granice nie mogą się pokrywać. Osobną grupę stanowią tzw. społeczności aborygeńskie (Aboriginal communities), których status został zrównany z samorządami lokalnymi. 
Samorządy obejmują swoją jurysdykcją jedynie nieco ponad 40% powierzchni stanu, ale jednocześnie niemal 100% jego ludności. Najsłabiej zaludniona część stanu - zamieszkana przez niespełna 4 tysiące osób, choć obejmująca blisko 60% powierzchni Australii Południowej - zarządzana jest przez Outback Areas Community Development Trust, stanowiący agendę rządu stanowego.
Stolica i największe miasto stanu - Adelaide - podobnie jak inne wielkie miasta Australii nie posiada jako całość żadnej osobowości prawnej, lecz jest w sensie administracyjnym tylko aglomeracją złożoną z 19 niezależnych samorządów. Kwestie o zasięgu ogólnomiejskim regulowane są bezpośrednio przez władze stanowe.

## Lista samorządów

Mapa administracyjna Australii Południowej

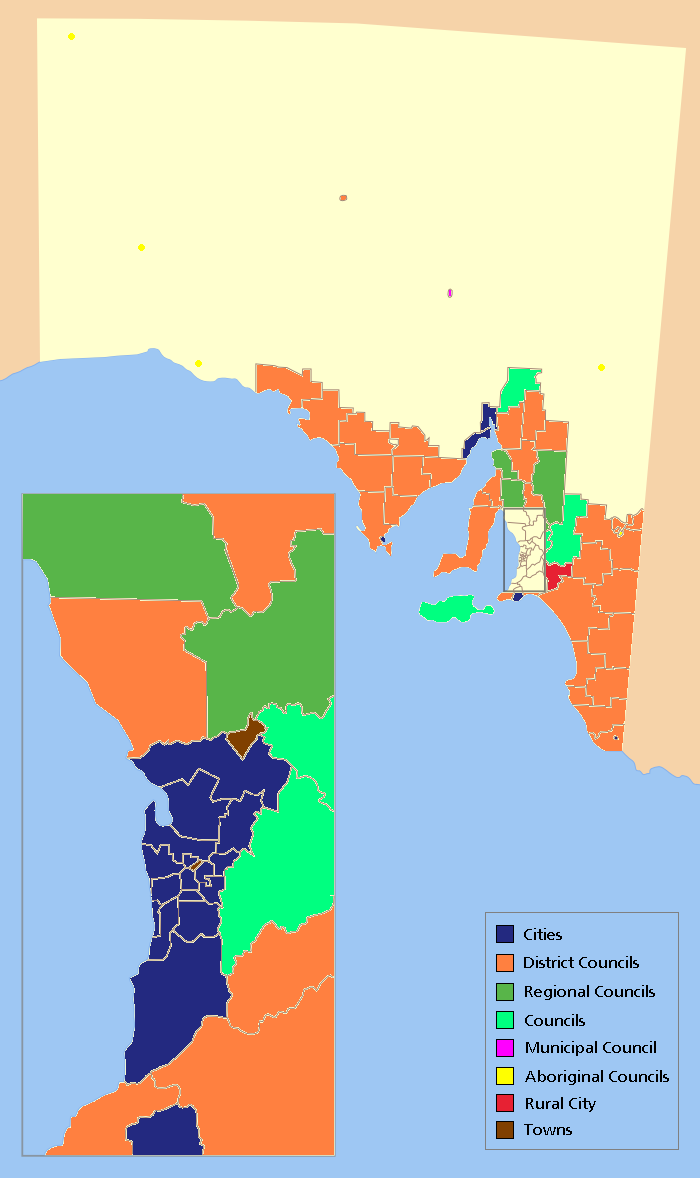
Samorządy według używanych nazw

### Aglomeracja Adelaide
- City of Adelaide
- City of Burnside
- City of Campbelltown
- City of Charles Sturt
- Town of Gawler
- City of Holdfast Bay
- City of Marion
- City of Mitcham
- City of Norwood Payneham St Peters
- City of Onkaparinga
- City of Playford
- City of Port Adelaide Enfield
- City of Prospect
- City of Salisbury
- City of Tea Tree Gully
- City of Unley
- Town of Walkerville
- City of West Torrens
- Adelaide Hills

### Pozostałe samorządy
- dystrykt Alexandrina
- Barossa
- dystrykt Barunga West
- dystrykt Berri and Barmera
- dystrykt Ceduna
- dystrykt Clare and Gilbert Valleys
- dystrykt Cleve
- dystrykt Coober Pedy
- dystrykt Copper Coast
- dystrykt Elliston
- Flinders Ranges
- dystrykt Franklin Harbour
- region Goyder
- dystrykt Grant
- Kangaroo Island
- dystrykt Karoonda East Murray
- dystrykt Kimba
- dystrykt Kingston
- dystrykt Le Hunte
- region Light
- dystrykt Lower Eyre Peninsula
- dystrykt Loxton Waikerie
- dystrykt Mallala
- Mid Murra
- dystrykt Mount Barker
- City of Mount Gambier
- dystrykt Mount Remarkable
- Gmina Murray Bridge
- Naracoorte Lucindale
- dystrykt Northern Areas
- dystrykt Orroroo Carrieton
- dystrykt Peterborough
- City of Port Augusta
- City of Port Lincoln
- Region Port Pirie
- Renmark Paringa
- dystrykt Robe
- Gmina Roxby Downs
- dystrykt Southern Mallee
- dystrykt Streaky Bay
- dystrykt Tatiara
- dystrykt The Coorong
- dystrykt Tumby Bay
- City of Victor Harbor
- Region Wakefield
- Wattle Range
- City of Whyalla
- dystrykt Yankalilla
- dystrykt Yorke Peninsula

### Społeczności aborygeńskie
- Anangu Pitjantjatjara Yankunytjatjara
- Gerard
- Maralinga Tjarutja
- Nepabunna
- Yalata